# ريال فوتبال 2019
ريال فوتبال (بالإنجليزية: REAL FOOTBALL)‏  هي النسخة التاسعة عشر من لعبة ريال فوتبال، من نوع ألعاب فيديو-رياضية صدرت في 2019 يناير في سوق جوجل بلاي، وهي إحدى الألعاب التي تحتوي على ميزة اللعب الجماعي عبر الأنترنت (غيم لوفت لايف).

## اللعب المتعدد
يمكن للاعب استعمال اللعب المتعدد في ريال فوتبول عبر وسيلة واحدة:
- جيم لوفت لايف

## أطوار اللعب
تحتوي اللعبة على فريق خاص باللاعب يستطيع تطويره عبر شراء لاعبين جدد و اللعب مباريات عديدة كما يمكنك اختيار الزي المناسب للفريق و الشارة المناسبة له، و تحتوي اللعبة نوافد :

### وضع المواسم
ويمكنك من خلاله لعب مباريات في الدوري والكأس، و يوجد في الدوري 10 فرق يترقى 3 فرق المتصدرة إلى القسم التالي كما ينزل 3 الأواخر إلى قسم أقل مرتبة، و في الكأس تكون هناك 16 فريقا، يكون الكأس عبارة عن عدة مباريات بدون مرحلة المجموعات، أي أن الذي يخسر أي مبارات يخسر الكأس.

### وضع النادي
- وينقسم إلى 4 أقسام :

• الفريق : وفيه تحضر التشكيلة الأساسية للفريق للمباريات القدمة، وتختارة للتكتيك وخطة اللعب الخاصة بفريقك.
• التدريب : وفيه تكون هناك لائحة للاعبين (لايمكنك أن تتجاوز 33 لاعبا)، من الأغلى قيمة إلى الأدنى قيمة، ويمكنك من تحسين مهارات لاعبيك، بواسطة تدريبهم من أجل ارتفاع المعدل الشامل الخاص بهم، حتى تبيعهم في سوق الإنتقالات، وستجد أيقونة في الاسفل مكتوب عليها - تفاصيل اللاعب - يوجد فيها كل تفاصيل اللاعب .
• المنشآت : و تنقسم بدورها إلى 4 أقسام.
٭ الملعب : يقدم للاعب مقدار من العملات في وقت محدد، يمكن للاعب ترقيته، ممى سيزيد قيمة العملات المحصل عليها.
• مخيم الشباب : ينقسم إلى 4 مستويات، وضيفته هي البحث عن اللاعبين الموهوبين، يمكن للاعب ترقيته، صاحب المستوى 1 : يبحث عن لاعب من فئة 4 نجوم | صاحب المستوى 2 : يبحث عن لاعب من فئة 5 نجوم | صاحب المستوى 3 : يبحث عن لاعب من فئة 6 نجوم | صاحب المستوى 4 : يبحث عن لاعب من فئة 7 نجوم ( و هو أفضل لاعب، عند ترقيته يفتح مستوى 2 ، ثم 3 ، ثم 4.
٭ المستشفى : يقدم للاعب عدد من من حقائب الطبية لشفاء اللاعبين المصابين، يمكن ترقيته كذلك، مما سيزيد عدد الحقائب الطبية المقدمة.
٭ مركز العلاج الطبي : يقدم للاعب عدد من المشروبات الطبية لحصول الاعبين على الطاقة، يمكن ترقيته، ممى سيزيد عدد المشروبات الطاقية المقدمة.

#### وضع الإنتقالات
ينقسم إلى قسمين :
1. شراء اللاعبين : ستجد مجموعة من اللاعبين يمكنك تصنيفهم من حيث الجنسية، أو الشامل، أو الثمن، أو المركز، أو وقت انتهاء الصفقة ... ويمكنك شراء اللاعب الذي تريد حسب عدد العملات التي تملك.
2. بيع اللاعبين : ستجد قائمة تتضمن كل اللاعبين الذين تملكهم، يمكنك بيع اللاعبين بطريقتين، الأولى هي البيع السريع / المزاد؛ البيع السريع ستتمكن من بيع لاعبيك بسرعة كبيرة وبدون رسوم إضافية، والمزاد يمكنك من بيع اللاعبين بسعر تحددها، لكن كلما زاد السعر زاد المدة ويتوجب عليك دفع رسوف إضافية.

### وضع اليناصيب
| الباقة                                                                      | إسمها                                                                                 | وصفها                  | مستواها | ثمنها    | الوقت الدي تحتاجه للأخدها مجانا |
| --------------------------------------------------------------------------- | ------------------------------------------------------------------------------------- | ---------------------- | ------- | -------- | ------------------------------- |
| باقة عادية                                                                  | لاعبون عاديون                                                                         | جرب حظك!               | 1 - 5   | 1م^ عملة | 40 ساعة                         |
| باقة مميزة                                                                  | لاعبون مميزون                                                                         | لاعبون أفظل!           | 4 - 7   | 50 نقود  | 80 ساعة                         |
| باقة النجوم                                                                 | لاعبون نجوم                                                                           | أحصل على لاعبين النخبة | 5 - 7   | 100 نقود | 120 ساعة                        |
| باقة لاعبون من دولتك / باقة الهجوم / باقة الدفاع / باقة الوسط / باقة الحراس | لاعبون من دولتك / لاعبون مهاجمون / لاعبون مدافعون / لاعبون الوسط / لاعبون حراس المرمى | أحصل على ما تريد !     | 4 - 7   | 50 نقود  | 80 ساعة                         |

^ 1 مليون عملة.

### * بطولة عبر الأنترت
يمكنك في وضع بطولة عبر الأنترنت اللعب مع منافسين من حول العالم وربح الجوائز كالعملات و نقود و بطاقات لاعبين، و ينقسم إلى قسمين :
الساحة العالمية : ستجمعك مباريات ضد لاعبين الآخرين عبر الأنترنت، بحسب ترتيبك في قائمة المتصدرين
البطولة الاجتماعية : بطولة تلعب ضد لاعبين آخرين عبر الأنترنت، يمكنك تحسين فريقك بواسطتها.

### * وضع ودي
يمكنك اختيار من خلاله الكثير من الدول والأندية المعروفة في العالم، واختيار البيئة والتوقيت، وشكل الكرة، والملعب، وبعض التفاصيل التي لايمكنك اختيارها في باقي الأوضاع.

## وصلات خارجية
- الموقع الرسمي للعبة